# 550-es évek
Évszázadok: 5. század – 6. század – 7. század
Évtizedek: 500-as évek – 510-es évek – 520-as évek – 530-as évek – 540-es évek – 550-es évek – 560-as évek – 570-es évek – 580-as évek – 590-es évek – 600-as évek
Évek: 550 551 552 553 554 555 556 557 558 559